# エディオン広島本店
エディオン広島本店（エディオンひろしまほんてん）は、広島市中区紙屋町および、その一帯にある家電量販店・エディオンの本店。その東館は株式会社エディオンの登記上の本店所在地でもある。

## 概要
第一産業の本店として、戦後まもなく開店。開業時の住所は「広島市革屋町68」であった。1965年の町名再編で、「広島市紙屋町2丁目1-18」に。1980年の政令指定都市移行で現在の地名になっている。第一産業の創業地であり、ダイイチ・デオデオ・エディオンと社名変更を繰り返しながらも本店でありつづけている。本店の地は、第一産業・ダイイチ・デオデオ時代は登記上の本店（本社）で、一時期はエディオンWESTの本店でもあった。
2000年頃までは、周辺部に業務を行う本社があった。一時期、石丸電気本店（エディオン秋葉原本店を経て2013年3月閉店）がグループとしての登記上本店だった時期が存在するが、2011年6月29日に、エディオンの登記上本店が当地に移転している。本社機能は2000年頃に、廿日市市に移転。ミドリ電化を経営統合して社名を変更したエディオンWESTがエディオンと統合する2010年まで、廿日市市に本社を置いていた。現在は事業統合により大阪市北区堂島にエディオンの本社を置いているが、2022年現在も広島県及び中国地方の拠点として、「エディオン広島廿日市事務所」を置いている。
2019年に本館（1975年開店）から建て替えられた東館と2012年に開店した西館を中心にして、広島市中心部で最大級延べ床面積を持つ家電量販店になっている。デオデオ時代は、本館の他、複数の専門館でデオデオタウンと呼ばれる店舗群を構築していた。デオデオタウンの中には、元々そごう広島店「そごうタウン」だった建物も存在していた。ヨドバシカメラ新宿西口本店と非常に類似した売場の拡大の方式であった。

### 立地
立地は、そごう広島店に道路を隔てて隣接し、広島バスセンター・広島電鉄・アストラムライン各駅などの交通機関にも隣接し、商業・交通の要衝に立地している。ただ、開店当初からその様な立地だったわけではなく、開店当時は福屋や天満屋がある八丁堀が商業の中心だった。店舗自体は移転を行っていないものの時代の変化により、開業当初はビジネス街の中にある店舗から、広島バスセンター開業による交通の要衝としての機能強化。そして、そごう広島店開業による商業の中心へと、周辺環境に関しては開業時と比較して大きな変化を遂げている。
本館がある地は、開店当初は面積も今より狭く、1954年に隣接地の木材店の敷地が売りに出たときに、当時の年商が600万円程に対し720万円で購入。当面はパチンコ店やタクシー会社に貸し出していたが、本館建設時までに現在の面積になった。後にダイイチとして成功を収めることができた最大の要因として、この広い一等地に店舗を構えることができたことが挙げられる。

### その他
本館内に設けられたサテライトスタジオは、長らく中国放送 (RCC) のラジオ番組サテライトNo.1の公開放送に利用され、現在はよしもと紙屋町劇場として使われている。
2007年のデータで、デオデオ本店の年間売上高は約157億円で、デオデオの広島地区全体の売上高約450億円の内3分の1を、広島の家電素売上高約1000億円の内15%を占めていた。
2012年9月15日のブランド名の統一で「エディオン広島本店」になり、本館・新館と呼んでいたが、2019年の本館の建て替え完了で東館・西館に改められた。

## エディオン広島本店の店舗
新館 (現在の西館) の建設および本館の東館への建て替えにより、事実上の1棟体制となっているが、新館の建設以前は分野別でいくつかの店舗で構成され、すべての店舗が紙屋町から広島本通商店街のエリア徒歩圏内に位置していた。またそごう広島店内にも店舗が存在しており、本館の建て替え中はサンモールや紙屋町シャレオなど至近地に分散して仮営業を行っていた。

### 現在の店舗

#### 東館
2019年6月21日に本館の建て替えを完了し、東館としてリニューアルオープンした
。
所在地は広島市中区紙屋町2-1-18、地下2階地上10階。
リニューアルオープン時のフロアマップは以下の通り。
- 9階 - 音楽CD・紙屋町ホール
- 8階 - ホビー・映像ソフト
- 7階 - おもちゃ・ゲーム
- 6階 - リフォーム・照明
- 5階 - 空調・季節家電
- 4階 - 家事家電
- 3階 - クッキング
- 2階 - ヘルスケア
- 1階 - ビューティー
- 地下1階 - 消耗品・DIY工具

#### 西館
所在地は、広島市中区大手町1-1。地下1階・地上10階。当地には1960年代より、第一産業の店舗や事務所などが存在していた。
2007年、当地を敷地に新館を建てる計画が明らかになった。その後、2010年10月に、『ウオッチ&カメラ館』・『デオデオ旅行社』・『ドコモショップデオデオ店』・『通信機・電気パーツ館』・『デオデオ第3大手町ビル』・『V-POINT』の跡地に新店舗を建設することを正式に発表した。
2012年6月11日、『デオデオ本店 新館』を同月22日に開業するとエディオンが発表。同月22日に開業した。
2012年10月1日に店名を『エディオン広島本店 新館』に名称変更。本館のリニューアルオープンに伴い、エディオンツアーズは本館に移転した。2017年4月から6月にかけて、本館の一部売り場の移動や改装の為一時閉店。同年6月2日にリニューアルオープン。
2019年6月に、本館建て替え完了に伴い、エディオン広島本店 西館に変更された。西館としてリニューアルオープンした時のフロアマップは以下の通り
- 10階 - ハイエンドオーディオ
- 9階 - オーディオ
- 8階 - ウォッチ
- 7階 - カメラ・プリンター
- 6階 - ゲーミングパソコン・DOS/V
- 5階 - パソコン・サプライ
- 4階 - 映像
- 3階 - スマートフォンアクセサリー
- 2階 - スマートフォン・携帯電話
- 1階 - Apple Shop

#### そごう広島店新館9階フロア
所在地は、広島市中区基町6-78。地上9階部分に店舗スペースを設けている。
2007年7月に、リビング&音と映像フロアが整備された時に、ホームシアターの提案スペースとして出店した。以前は、9階全体にベスト電器が置かれていた。

#### ドコモショップ 本通西店
所在地は広島県広島市中区大手町1-5-12。地上1階部分に店舗を設けている。NTTドコモの代理店。当初は「ドコモピット」として西館敷地内に立地していた。その後「ドコモショップデオデオ店」になり、2010年8月に広島市中区大手町1-4-32に移転。エディオン子会社のエディオンコミュニケーションズによる運営であった。店舗ブランド変更を受け「ドコモショップエディオン広島本店前店」に2012年9月15日に改名し、その後再度の改名を経て現在に至る。
- ドコモショップ 本通西店 - エディオン

#### エディオンロボットアカデミー 広島本校
所在地は広島市中区大手町1-4-32 大手町ビルであり、旧・ドコモショップエディオン広島本店前店。小学生から中学生を対象に、ロボットの組み立てやプログラミングを指導している。

#### 別館
以前の本社、事務所棟とも。現在は、1階に商品お引渡し所、2階にエディオンパソコン教室やパソコンサポートが入っている。それ以上の階は、本店会議室、エディオン関連財団などが入っている。

#### 駐車場棟
契約駐車場の他に、エディオン直営の駐車場も存在している。契約駐車場を含めて3800台収容できる。デオデオ紙屋町お客様駐車場の方は以前は本店の仮店舗が置かれていた。大手町立体駐車場は西館の用地になった。

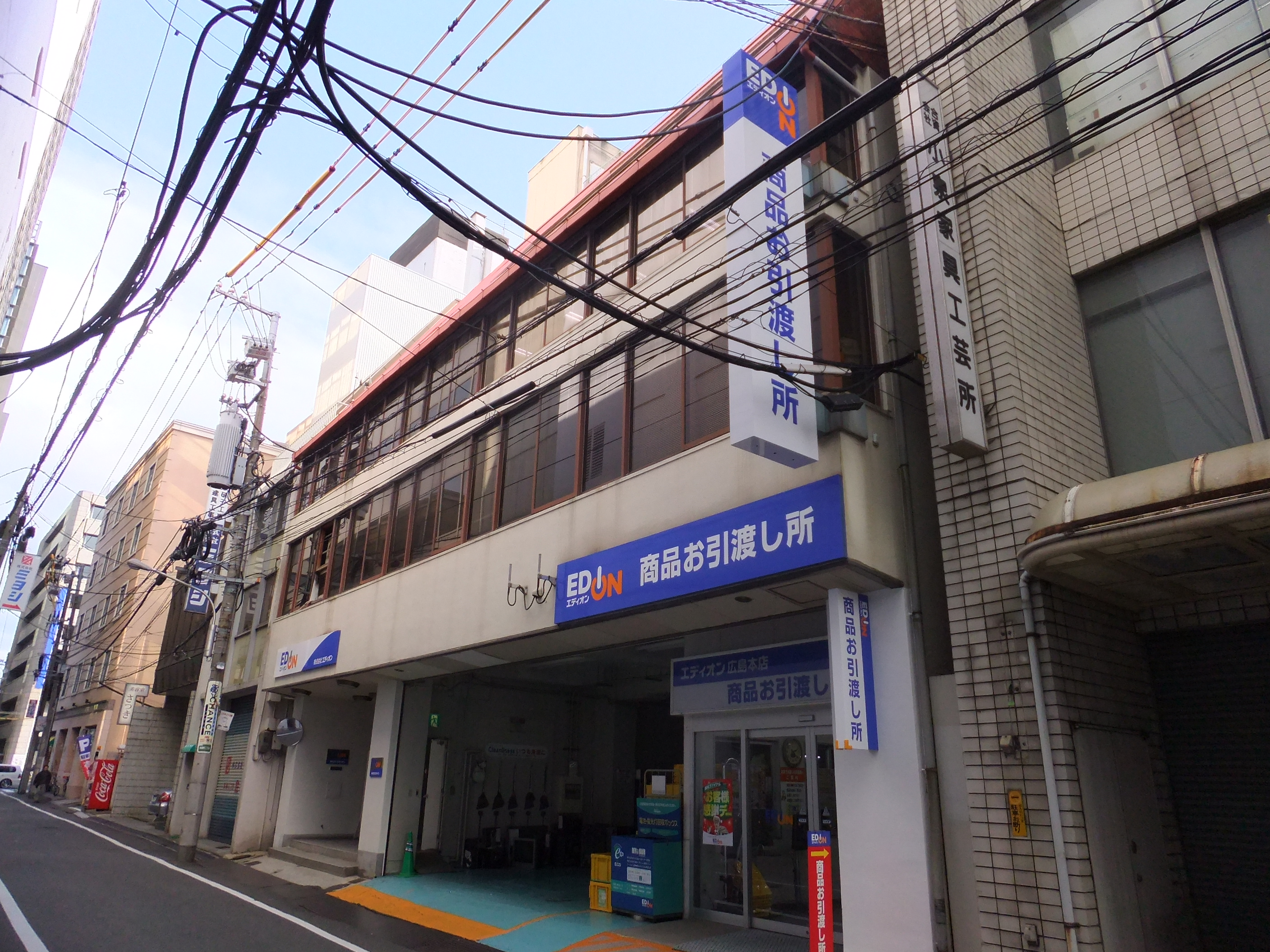
商品お引渡し所などのある別館
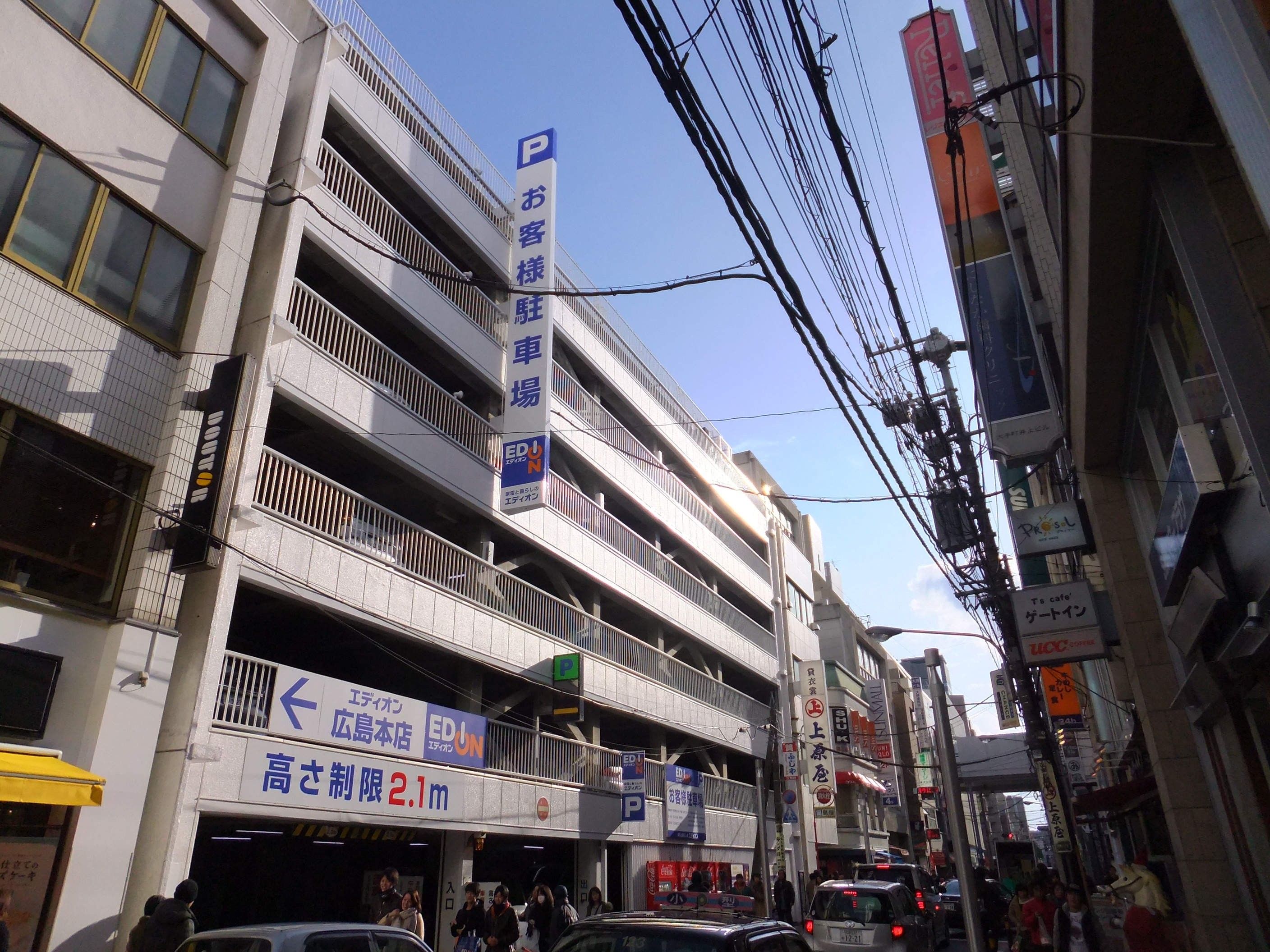
エディオン紙屋町お客様駐車場、以前は本店の仮店舗が置かれていた
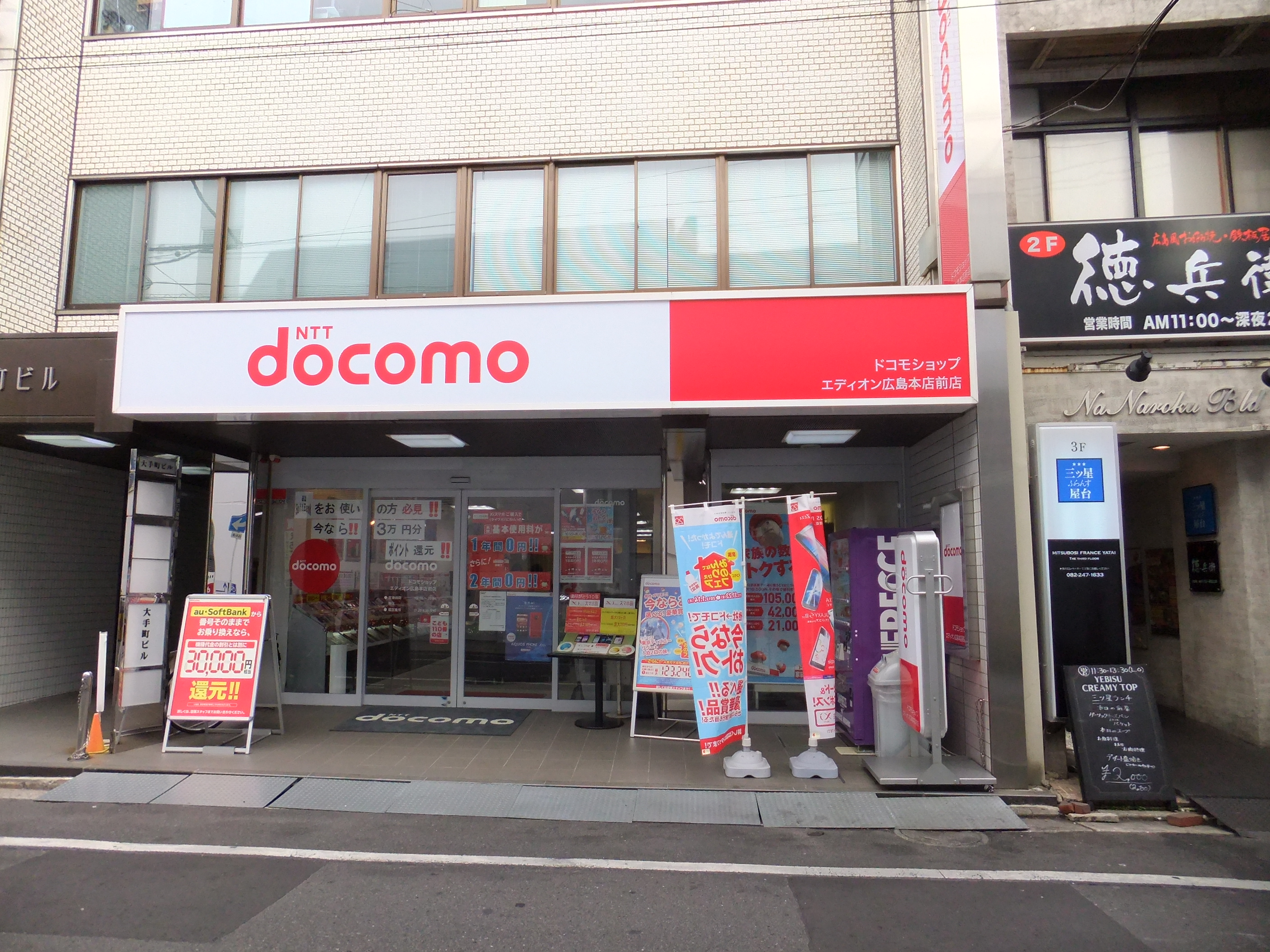
エディオンロボットアカデミー 広島本校となる前のドコモショップ エディオン広島本店前店

### 過去の店舗

#### 旧・本館
大規模な店舗で、地下2階から地上8階までに店舗スペースを設けていた。地下1階で地下街紙屋町シャレオと接続していた。
現在の建物は、開店当初は「ハイライフプラザ第一産業本店」で、1977年の店名ブランド変更で「ダイイチ本店」、そして1997年店名ブランド及び社名の変更で「デオデオ本店」、更に2012年のブランド統一、新館の開店により「エディオン広島本店本館」になっている。2001年には全面改装し、同年6月15日にブロードバンドデジタル館として、パソコン館（CompMart広島を経て現在はフタバ図書GIGA本通店、後述）などと同時（リニューアル）オープンした。その時は、白物家電を旧パソコン館で扱っていたが、2003年11月より総合館になり、白物家電・パソコンなどを扱う店舗になった。本館のお客様用エレベーターは2001年にブロードバンドデジタル館として同時（リニューアル）オープンした時にリニューアルされたがエスカレーター、従業員用エレベーターは、閉店までリニューアルされなかった。
1975年6月21日に現在の建物に建て替えられた。開店当初は家電店としては日本一の面積を持ち、自営面積は約5,000m2、売り場でない面積が別に約2,300m2あった。開店当時の面積配分は家電約70%、インテリアおよび家庭用品が約30%を占めていた。完成後長い間、広島で最大の店舗面積を持つ家電店であった。同時期に、そごう広島店の開店（1974年10月）と店舗面積拡大（1975年6月）、現在もあるサンモールの開店（1972年）、さらにはユニード広島店（開店当時は丸栄広島店）の開店（1967年）などで、広島商業圏のシェアトップの座が、八丁堀から紙屋町に移る事になった。
現在の建物が建てられた当初は7階に「ダイイチサテライトスタジオ」があり、同社提供の中国放送のラジオ番組サテライトNo.1などの公開生放送を10年以上行っていた。
また、8Fには食堂街があり、うどん・そばの「本陣」、和食・一品料理の「源蔵」、お好み焼きの「徳川」、中華料理の「まるはち」、コーヒー・ジュースの「四季」があったが、1990年代までに全て閉店した。
以下のフロアマップは、1975年に現在の建物が出来た当時のマップである。開館当時はB2階でブラジルフェアが行われた。
- 屋上 - 遊戯施設（青空ひろば）
- 8階 - レストラン
- 7階 - サテライトスタジオ（催事場）・料理教室・健康教室・美容教室・音楽教室・住宅相談コーナー
- 6階 - レコード・電卓・タイプライター・電子ピアノ・オルガン・ギター
- 5階 - ステレオ・オーディオ・ラジオ・テープレコーダー
- 4階 - インテリア・照明
- 3階 - テレビ
- 2階 - 電子レンジ・冷蔵庫・掃除機・洗濯機
- 1階 - エアコン・扇風機
- B1階 - DIY
- B2階 - 住宅用設備機器ショールーム

本館が開店した同月1日にはそごう広島店・福屋本店・天満屋広島店・三越広島店が、店舗面積の拡大を行っている。
1974年5月まで旧本店が同地にあり、建て替え期間中は現在デオデオの立体駐車場になっている場所に仮設店舗を設けて営業していた。また、輸入家具専門店のJ.C.ペニーとデオデオが提携していた時には、1996年8月30日に本店内にJ.C.ペニーの商品を扱うフロアが設置された。後に、提携を解消し現在は存在しない。
サテライトスタジオは7階から8階に移動し、同時オープンした2001年には吉本興業（よしもとクリエイティブ・エージェンシー広島事務所）が運営する、250人収容出来る劇場よしもと紙屋町劇場が設置された。サテライトスタジオスペースは、催事場としても使われている。また、B1階にはプレイガイドがあった。夏場には、屋上に源蔵ビアガーデンが設けられていた。
以下は、2012年6月の新館開店による閉店直前のフロアマップである。
- 屋上 - 夏場には「源蔵ビアガーデン」が営業
- 8階 - 高級オーディオ・催事
- 7階 - オーディオ・電子楽器
- 6階 - テレビ・DVD
- 5階 - パソコン・事務機
- 4階 - あかり・住まい・エアコン
- 3階 - 調理・家事
- 2階 - 美容・健康・デオデオ旅行社
- 1階 - デジカメ・ムービー・デジタルオーディオ
- B1階 - DISC City（音楽・映像ソフト）・プレイガイド
- B2階 - 消耗品・修理受付・電気パーツ

2012年6月22日に開業した『デオデオ本店新館』の完成に先がけて、同月4日より、地下1・2階のみの営業と、大幅に営業を縮小（新館開店時に1階の営業は再開）し、改装に入った（その後、地下2階から1階も改装に入った）。同年6月9日の地元新聞記事では、改装後の本店に「コンプマート広島」・「ネバーランド広島本店」を移転し、10月に営業再開するとも報じていた。2012年10月1日に、現在の店名『エディオン広島本店本館』に名称変更。その後2012年10月26日に改装を終え、グランドオープンすることが発表された。
2012年10月の、リニューアルオープン後のフロアマップは以下の通りである。
- 屋上 - 夏場には「源蔵ビアガーデン」が営業
- 8階 - エディオンスタジオ紙屋町（よしもと紙屋町劇場）・V-POINT・プレイガイド
- 7階 - ゲーム・ホビー（ネバーランド）
- 6階 - おもちゃ・キャラクター（ネバーランド）
- 5階 - ウォッチスクエア・エディオンツアーズ
- 4階 - DOS/Vパーツ・PC関連（Compmart）
- 3階 - プリンタ・PCサプライ（Compmart）
- 2階 - パソコン（Compmart）
- 1階 - Apple・タブレット（Compmart）
- B1階 - DISC City
- B2階 - 家電修理・PCサポート

##### 本館建て替え計画

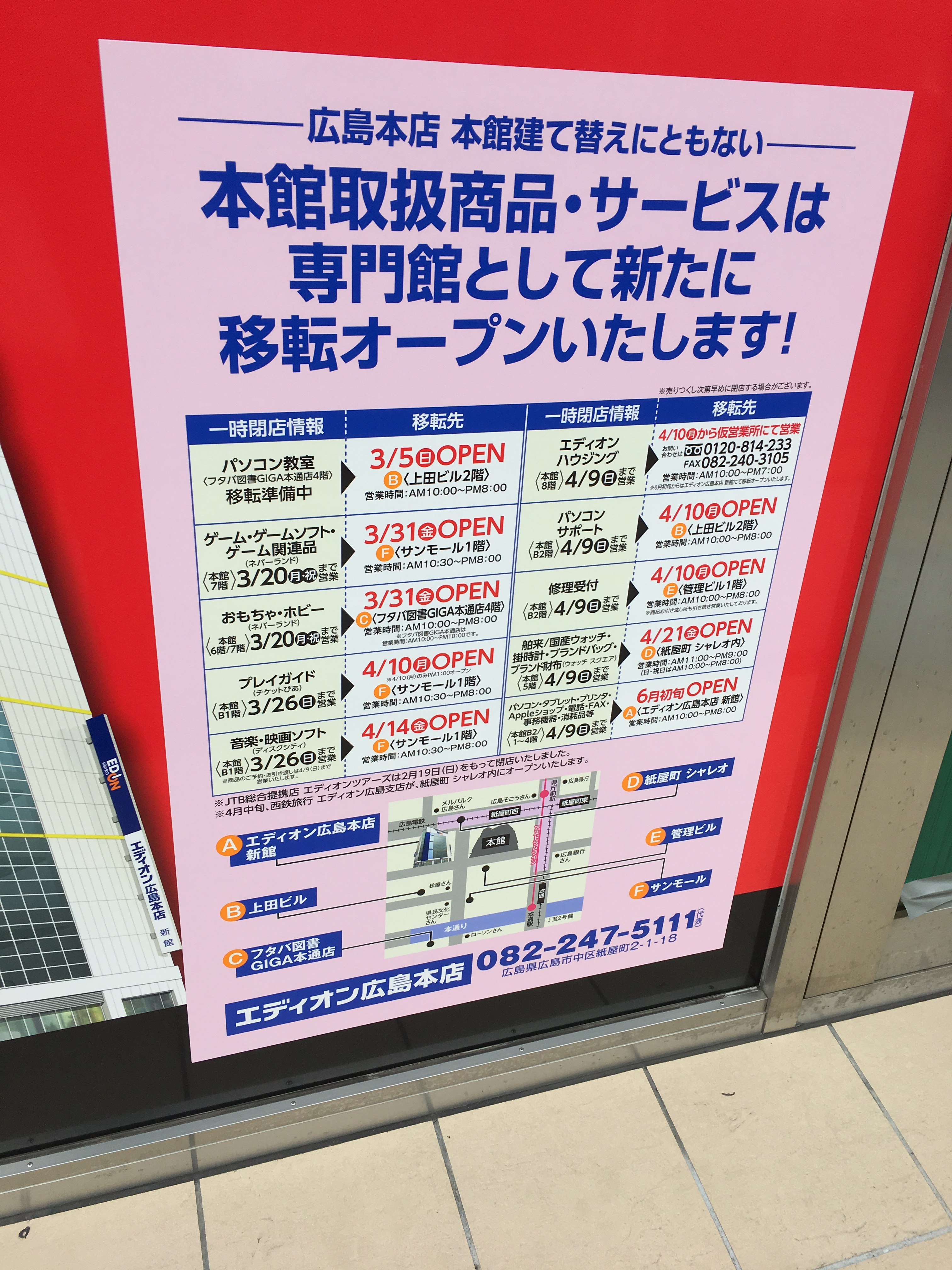
西館外壁に貼られた、東館の建て替えを知らせる案内。各売り場の東館での最終営業日と移転先、営業時間等が記されている

2007年に、現在西館と呼ばれている建物を建てる計画が明らかになった。その時は当時の本館 (現在の東館) の建て替えについては触れられなかった。その後2010年10月に、西隣のウオッチ&カメラ館・デオデオ旅行社・ドコモショップデオデオ店・通信機・電気パーツ館・デオデオ第3大手町ビル・V-POINTがあった地に、本店と同レベルの西館を建設。さらに、西館建設後に現東館を取り壊し、新本館を建設。ツインビル化する事を発表した。完成後は、2館合わせて約14,000m2になる予定。当初の計画では、新館は2012年春、本館建て替えは2013年度に完成予定とされていた。
その後、2011年10月25日の新聞記事で、第二本店の予定通りの建設と、本店建て替えを最大で2年延期、第二本店完成後に本店の全面改装することが明らかになった。理由として、広島駅前に建設する店舗を優先し、大型投資集中を防ぐためとしている。
当初「第二本店」と呼ばれた新館の完成ののち、2017年4月、広島駅前に建設中のエディオン蔦屋家電が開業。これを踏まえ、4月9日までに順次全ての売り場が営業を終了し、現在の本館は取り壊され、西館のビルイメージとなった。2019年に建て替えは終了した。建て替え中だった売り場ならびに現在の売り場の営業場所は以下の通りである。
- Compmart：西館5F
- ゲーム・DISC City・プレイガイド：サンモール1階→東館7F（ゲーム）・東館9F（CD）
- おもちゃ・ホビー：フタバ図書GIGA本通店（原田ビル）4階（旧・エディオンパソコン教室）→東館7F
- ウォッチスクエア：紙屋町シャレオ→西館8F
- V-POINT（サンフレッチェ広島オフィシャルストア）：紙屋町シャレオ→（建て替え後も紙屋町シャレオに留まる）→閉店（エディオンピースウイング広島併設のピースウイングオフィシャルストアに継承）
- パソコンサポート：上田ビル (広島市中区大手町1-4-14) 2階
- エディオンハウジング：仮営業所→東館5F
- 修理受付：管理ビル1階（商品引き渡し所と同地）
- エディオンツアーズ：閉店（JTBとの提携終了。旅行業の提携は西鉄旅行エディオン広島支店に継承）
- 西鉄旅行エディオン広島支店：紙屋町シャレオ[26]→「広島支店」に改称（エディオンとの提携が終了したものかは不明）の上、ごうぎん広島ビル3階（中区立町1）→メットライフ広島立町ビル5階（同立町2）[27]
- よしもと紙屋町劇場：閉鎖（一時期合人社ウェンディひと・まちプラザで公演を行っていた）→東館9F・エディオン紙屋町ホール

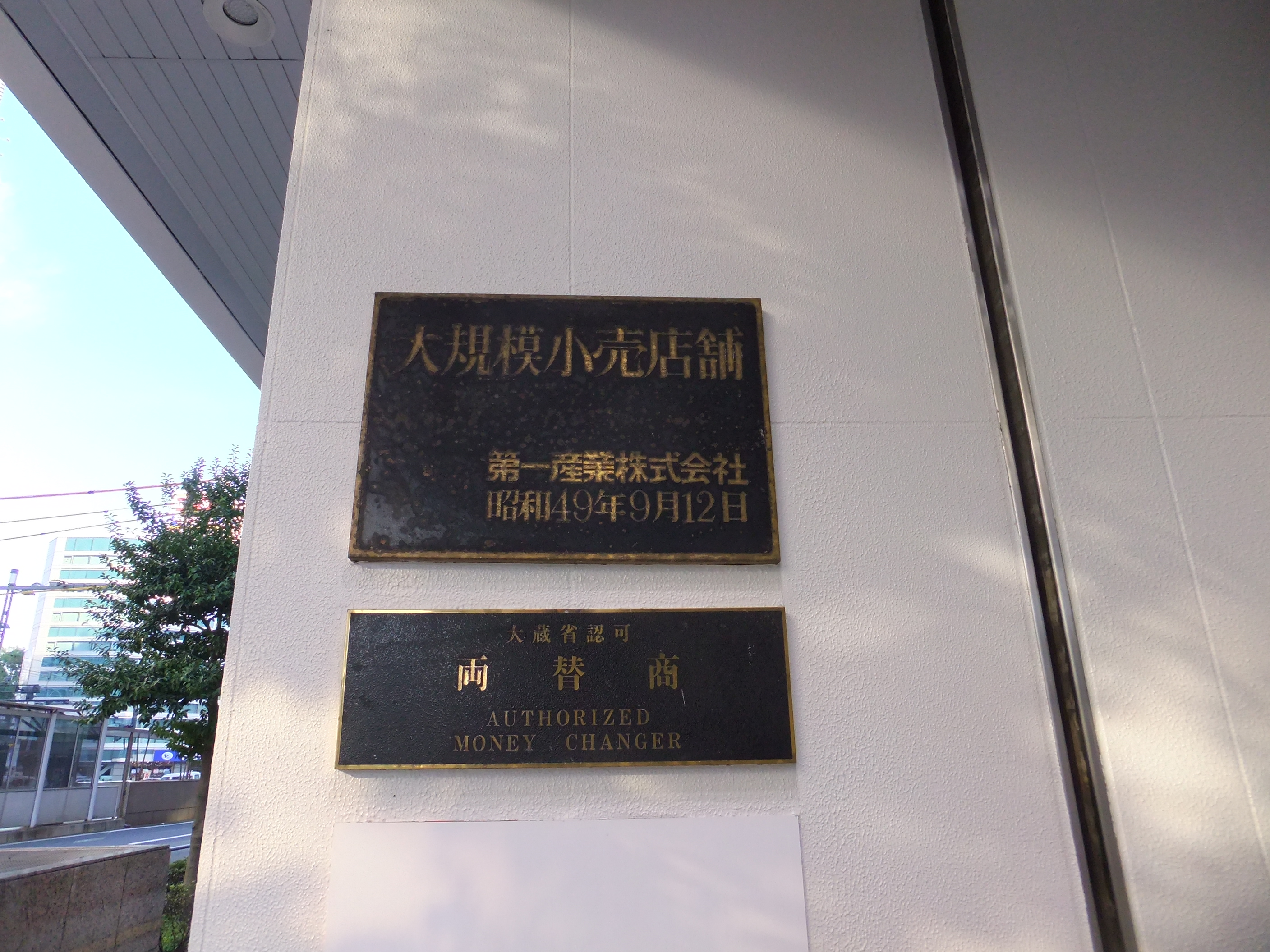
本館側の『大規模小売店舗を設置する者』の看板
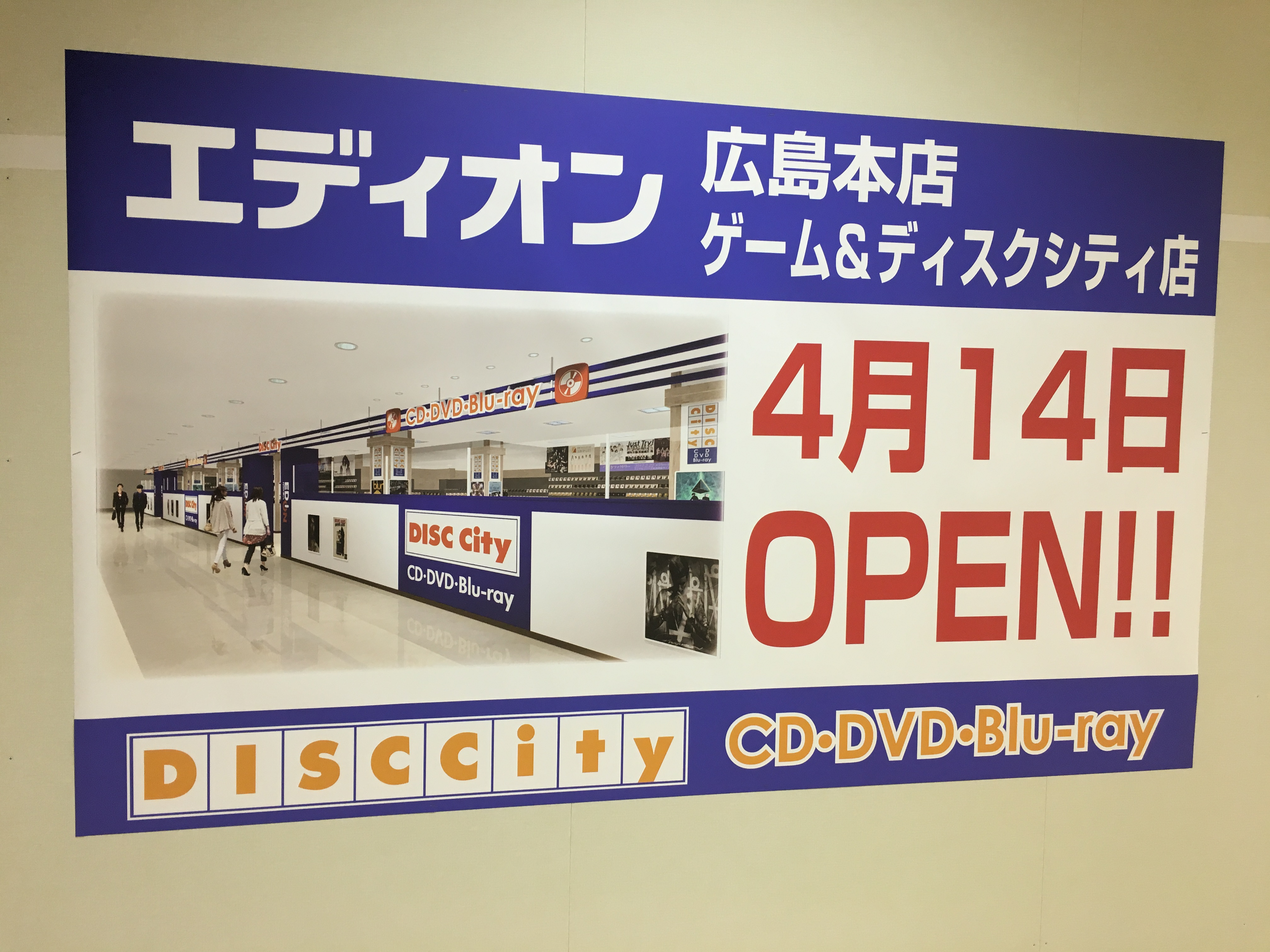
工事中の売り場には各部門の開店予告案内が掲示されていた。写真はゲーム・DISC City・プレイガイドの移転先となったサンモール1階にて撮影
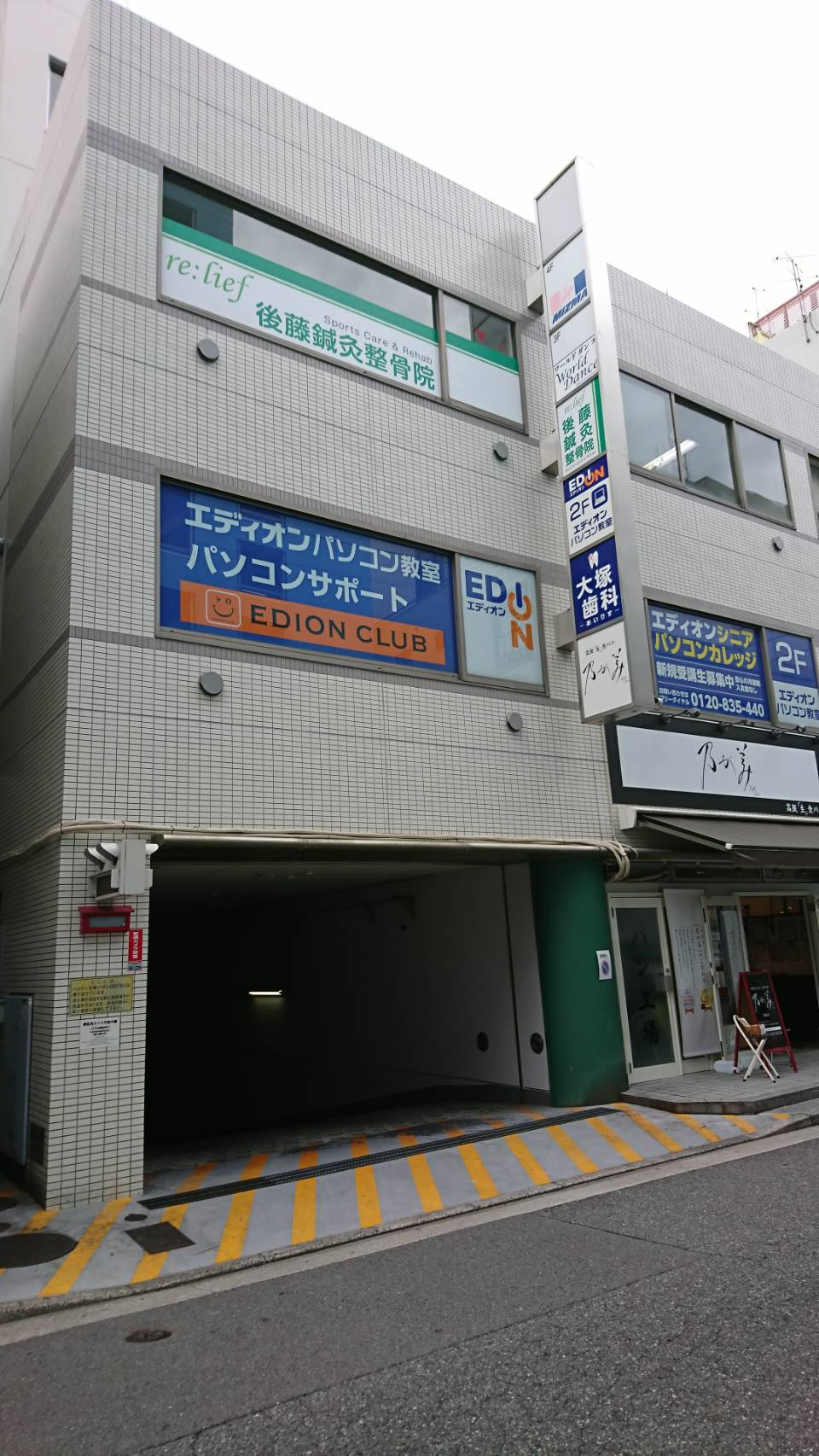
一般の雑居ビルである上田ビルにはエディオンの売り場の他にも多数の店舗が入る

#### 小規模店舗
旧・DISC City
所在地は広島県広島市中区大手町1-4-1。1990年代 - 遅くとも1999年までデオデオ店舗として使われた。2000年代はセガのゲームセンターになり、2007年に本店西館建設のため、隣地と交換の形でデオデオの所有でなくなった。跡地には広島発祥のうどん店である讃岐屋やしゃぶしゃぶ温野菜、お好み焼き屋、たばこ店等が入居している。
旧・パソコン館
1990年代に店舗として使われた。本館がデジタル館になる時に、タイトーのゲームセンターになった。
ネバーランド袋町店
所在地は広島市中区袋町3-1。2006年2月に、ダイエー広島店跡に袋町店として開業した。建物内には、ネバーランドの他に地元スーパーのユアーズ、ダイソー、多山文具などが出店していた。携帯電話売り場を併設していたことから、広島エフエム放送（HFM）でデオデオ一社提供・au・ボーダフォン協賛で放送していた「DEODEO Lovin' Saturday」の公開生放送を行うサテライトスタジオがあった。家主の都合により2008年2月に閉鎖。現在は、建て替えられユアーズの再出店及び駐車場になっている。
ネバーランド広島本店
所在地は、広島市中区大手町2-3-3。地上1階から3階に店舗スペースを設けていた。さらに4階及び5階も活用していた。玩具など趣味の専門店。以前は、ソフマップギガストア広島店が置かれたが、2006年5月の閉店後は、しばらく空き店舗になっていた。
袋町店の閉店で2008年3月に現在地に移転した。2010年8月にサンフレッチェ広島オフィシャルショップ「V-POINT」が4階に移転。5階には各種教室も移転した。2012年10月、本館への統合のためにネバーランドが4日、「V-POINT」が20日に閉店した。パソコン教室は11月まで継続した。その後パソコン教室は、旧・CompMartの原田ビルに移動した。
- 5階 - 各種教室（DEODEO CLUBなど）
- 4階 - サンフレッチェ広島オフィシャルショップ「V-POINT」
- 3階 - プラモデル・鉄道模型・フィギュア
- 2階 - テレビゲーム・ラジコン・ジグソーパズル
- 1階 - キャラクター玩具・プラレール・絵本

退去後のビルには2013年3月16日より『アニメイトビル』として、アニメイト、メロンブックス、らしんばんなどが入店している。
パソコン館
所在地は、広島市中区大手町1-8-20 原田ビル。東西2棟のビルを内部で繋いで一体的に運用しており、地上4階がエディオンの店舗であった。
以前はそごう広島店のそごうタウンの店舗の一つ「そごうスポーツ＆ゴルフ館」で、2001年にデオデオの店舗になった。デオデオになった当初は白物家電を扱う生活家電館だった。その後、パソコン専門館になるが、当初はデオデオ独自のパソコン館だった。2005年に他のエディオングループとブランドを統一してCompMartになった。2010年9月にウオッチ&カメラ館の統合で、フロアが変更された。2012年6月の新館開店で、カメラ売り場が新館に移転。パソコン・時計の専門館になった。2012年10月14日に本館への統合のために閉店した。この時点でのフロアマップは次の通りであった。
- 5階 - スタッフフロア（関係者以外立入禁止）
- 4階 - パソコン（ウインドウズ）・書籍・ブロードバンド
- 3階 - DOS/Vパーツ・周辺機器
- 2階 - パソコンサプライ・プリンタ・PCソフト
- 1階 - デジカメ・時計・Apple Shop（マッキントッシュやiPod、iPadを取り扱う）・書籍

2012年11月から、4階に旧ネバーランド広島本店の『エディオンパソコン教室』が移動し開講した。残る1-3階は暫く空きテナントであったが、2013年3月に『フタバ図書GIGA本通店』が開店した。1階にはフタバ図書が近年開店した店舗に入居させるタリーズコーヒーが入り、購入前の書籍を閲覧しながらの飲食が可能である。
2017年の本館建て替えに際し、4階にはおもちゃ・ホビー売場が入居するため、パソコン教室はパソコンサポートと共に上田ビルに再移転した。また、2020年8月にフタバ図書も「賃貸借期間の満了」を理由に閉店し、東側のビルのみ翌2021年に解体されて地元不動産業ゼネラル興産により新たに商業ビルを建て替える計画が進行中である。
西鉄旅行エディオン広島支店
2017年2月を以ってジェイティービーとエディオンツアーズの提携が終了し、代わって4月10日より西鉄旅行がエディオンとの提携店舗を出店した。エディオンツアーズが入居していた本館が営業開始時に建て替え工事に入っているため、店舗は紙屋町シャレオ西通りに設けられた。その後、中区立町内で2度の移転を行っており、この間に支店名より「エディオン」の冠が外された（エディオンとの提携が解除してされているかの言及はない）。

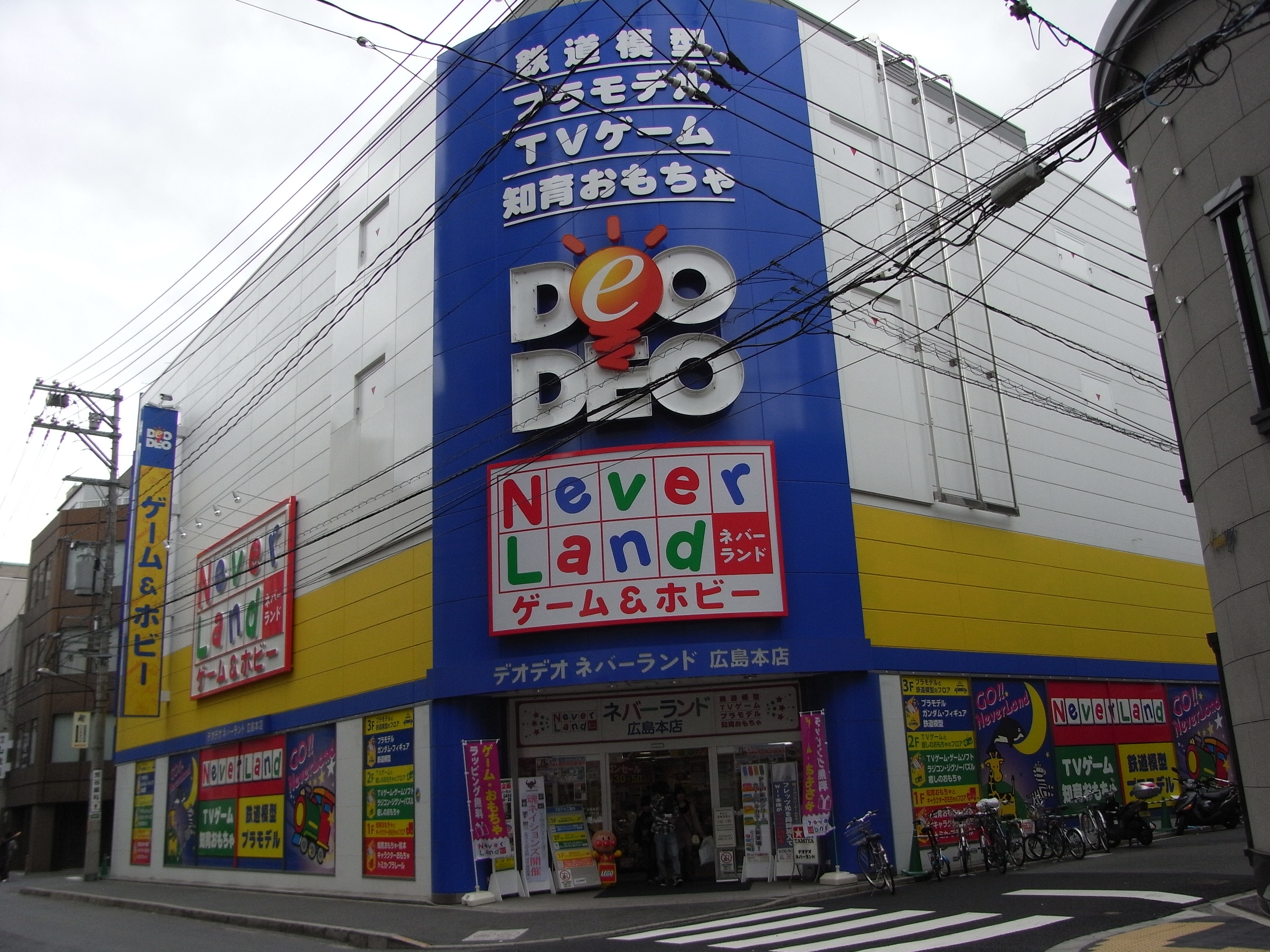
デオデオネバーランド広島本店
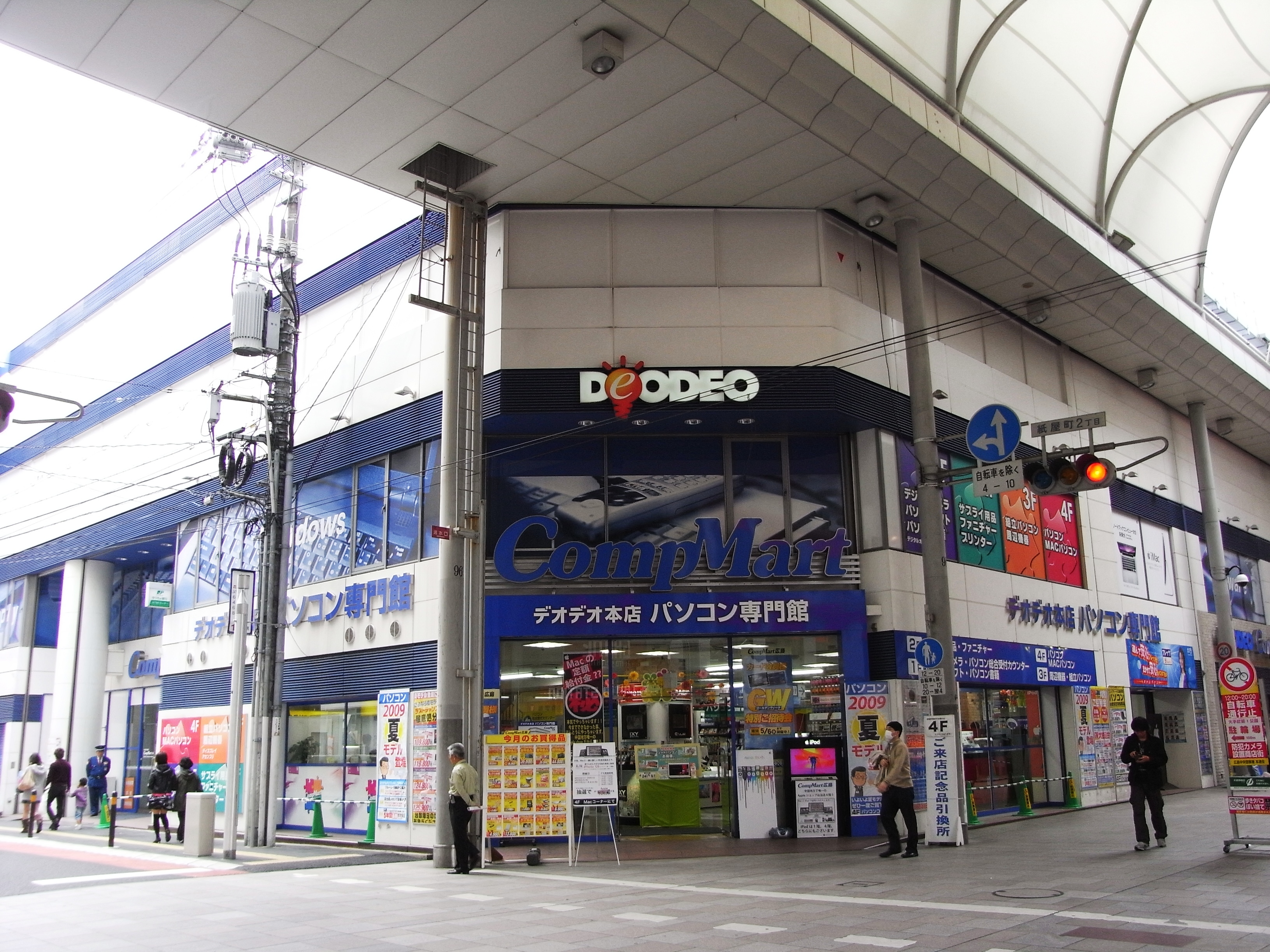
デオデオ本店 CompMart パソコン専門館 (2010年8月まで)
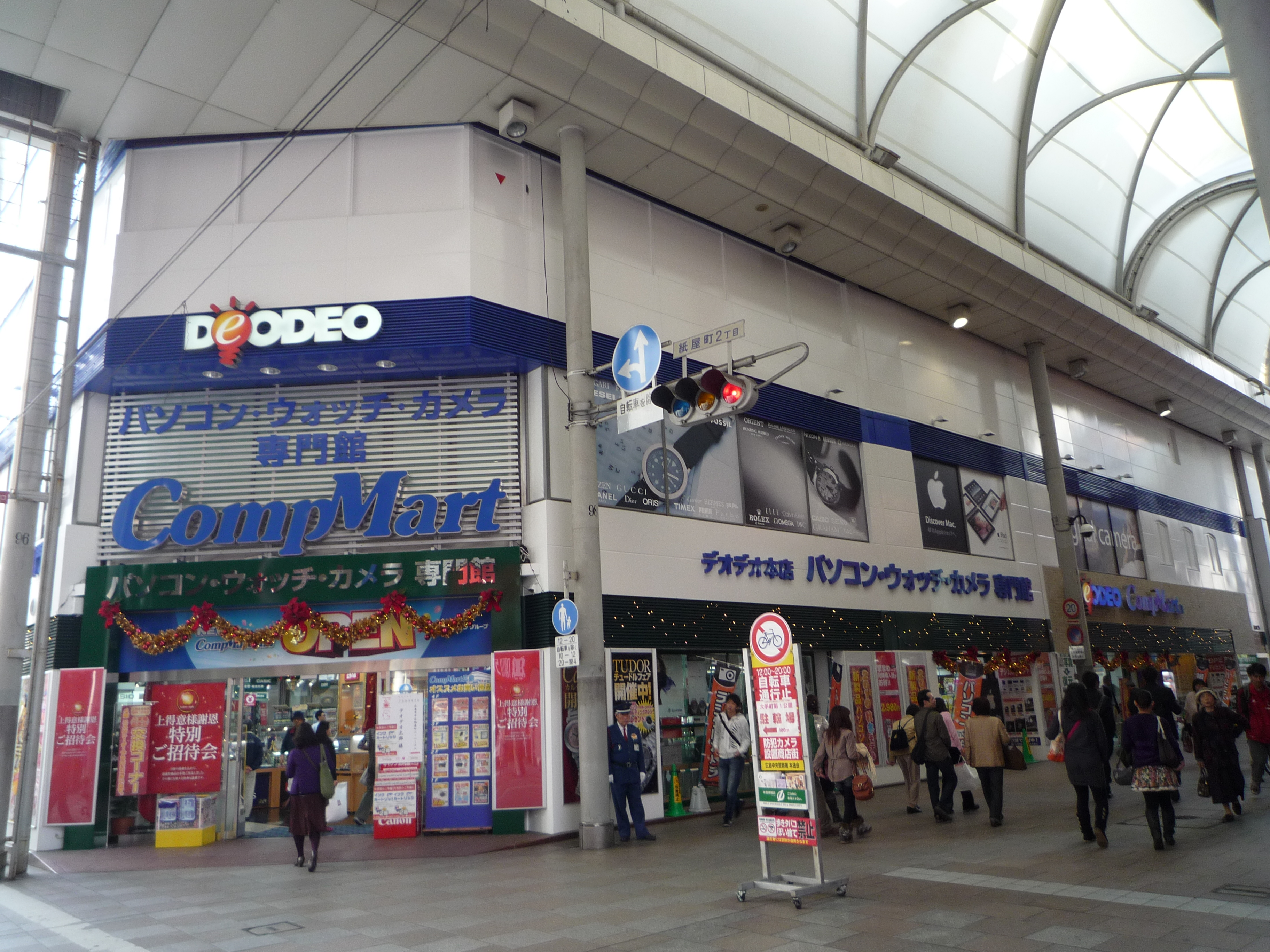
デオデオ本店 CompMart パソコン・ウォッチ・カメラ専門館
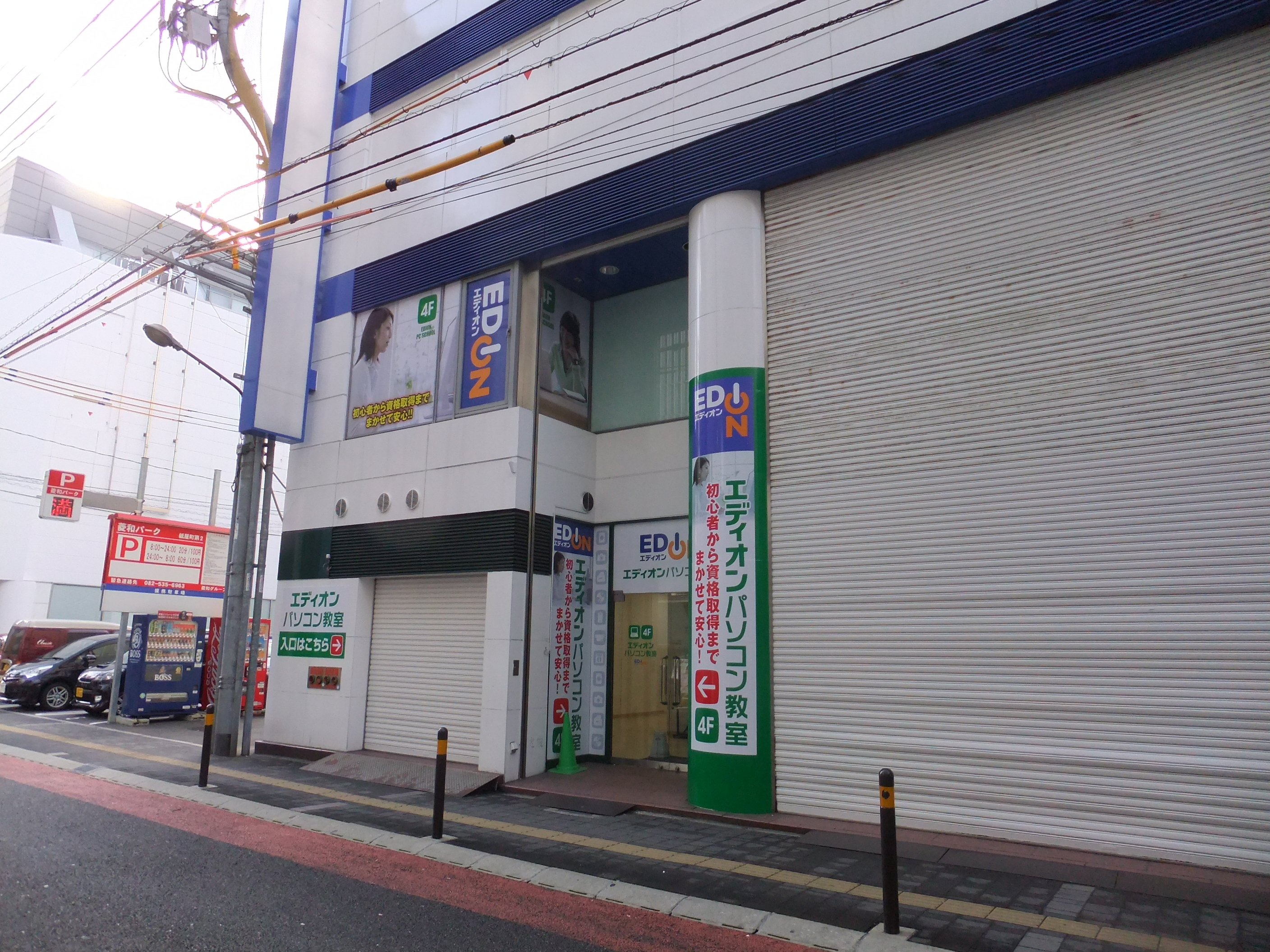
旧・エディオンパソコン教室の看板。撮影時フタバ図書は入居しておらず、受講者は現在使用されていないこの出入口からエレベーターで直接4階へ向かった
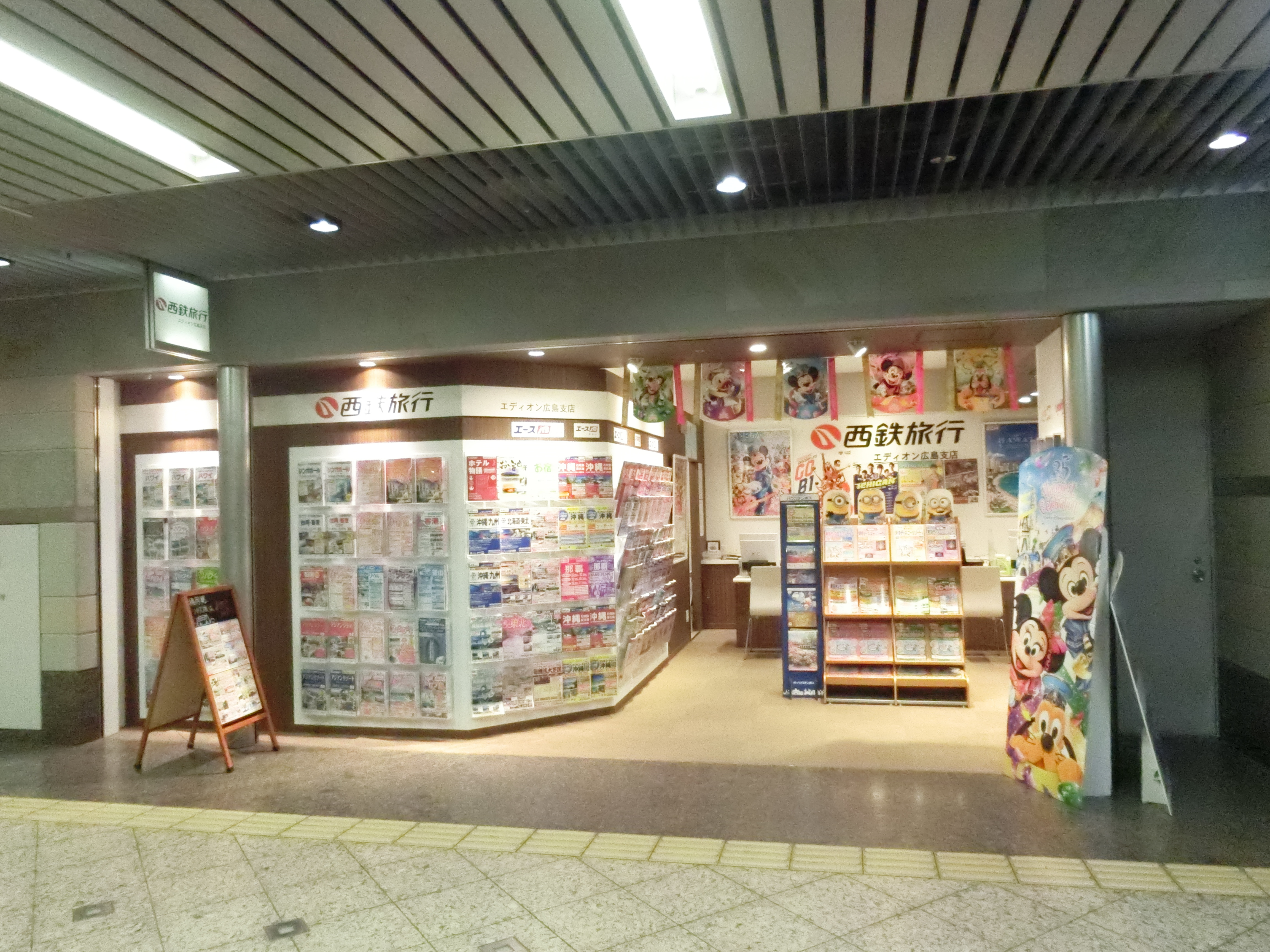
紙屋町シャレオにある西鉄旅行エディオン広島支店の仮店舗

#### 現・西館敷地
以下の店舗は、本店西館建設のために閉店。現在、敷地には西館が建っている。
ドコモショップデオデオ店（旧店舗）
東側に面していた。旧店舗時代の同地には、以前は修理館やレンタルビデオ館が置かれた。
通信機・電気パーツ館
南側に面した地上2階。通信機・電気パーツ専門。2001年にエディオン広島本店がデジタル館になった時に、地下2階から移された。2010年8月に再び本館地下2階に移転した。
ウオッチ&カメラ館
北東に面した地上2階の建物。時計とカメラの専門店。1階で時計を、2階でカメラを扱う。本店は道を挟んで向かい側にある。1999年までに旧・DISC Cityが当地に移転、その後ウオッチ&カメラ館に転用され、新館 (現在の西館) 建設に伴い2010年8月にコンプマート1階に移転した。その後、カメラコーナーは新館の完成と共にそちらに再移動した。
デオデオ旅行社
東側に面した地上1階。トラベル専門。JTBの総合提携店。ウオッチ&カメラ館に隣接している。以前は、別の場所（現在のドコモショップデオデオ店横）にあった。2010年8月に本館2階に移転した。新館完成に合わせて、新館4階に移動。「エディオンツアーズ」に名称変更した。本館のリニューアルオープン後は、本館5階に移動している。
デオデオ第3大手町ビルなど
デオデオのパソコン教室などが置かれていた。以前は同地にサンフレッチェ広島オフィシャルショップ「V-POINT」があった。デオデオ関連の他に派遣会社のパソナも置かれていた。

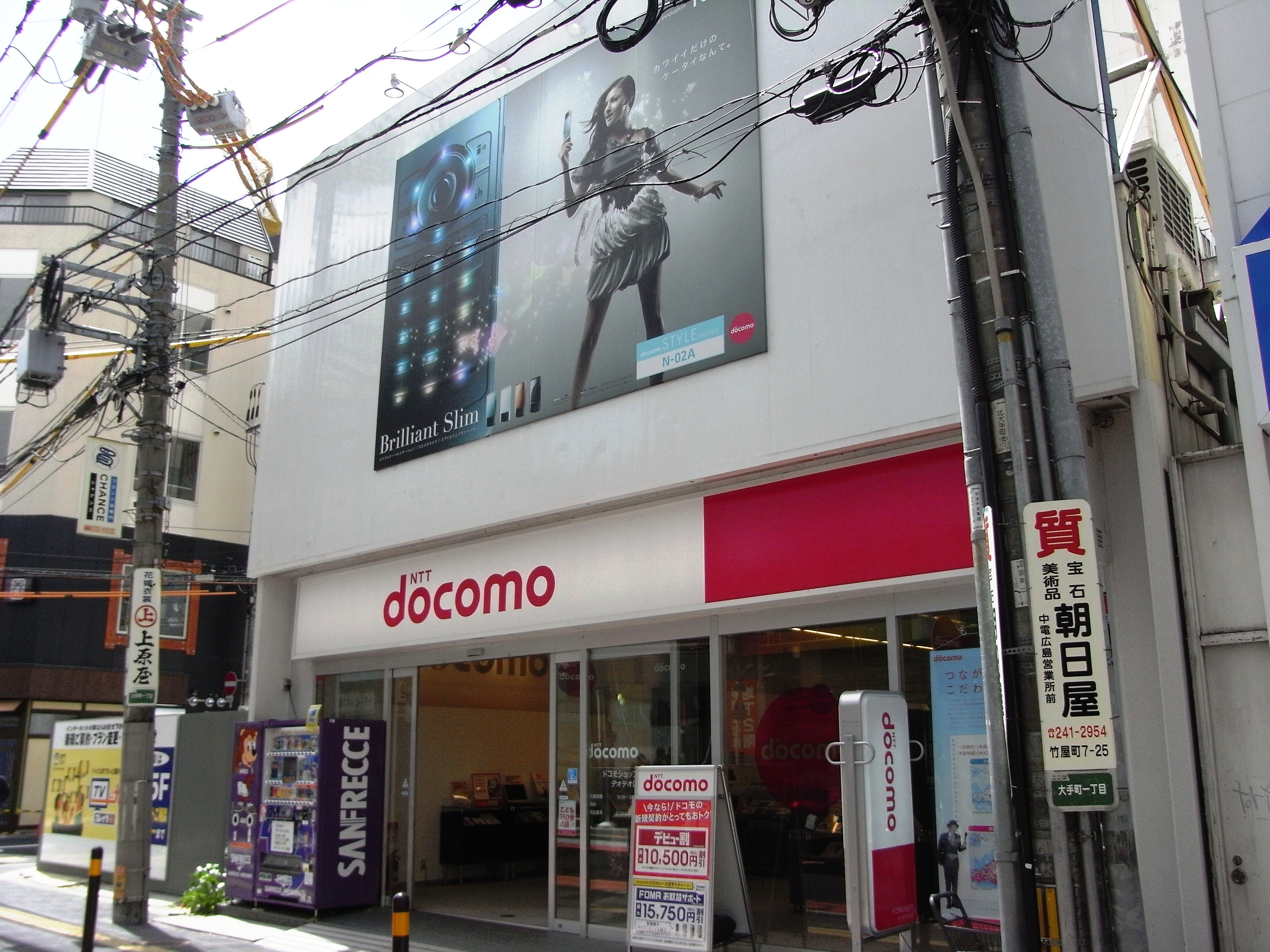
ドコモショップデオデオ店（旧店舗）
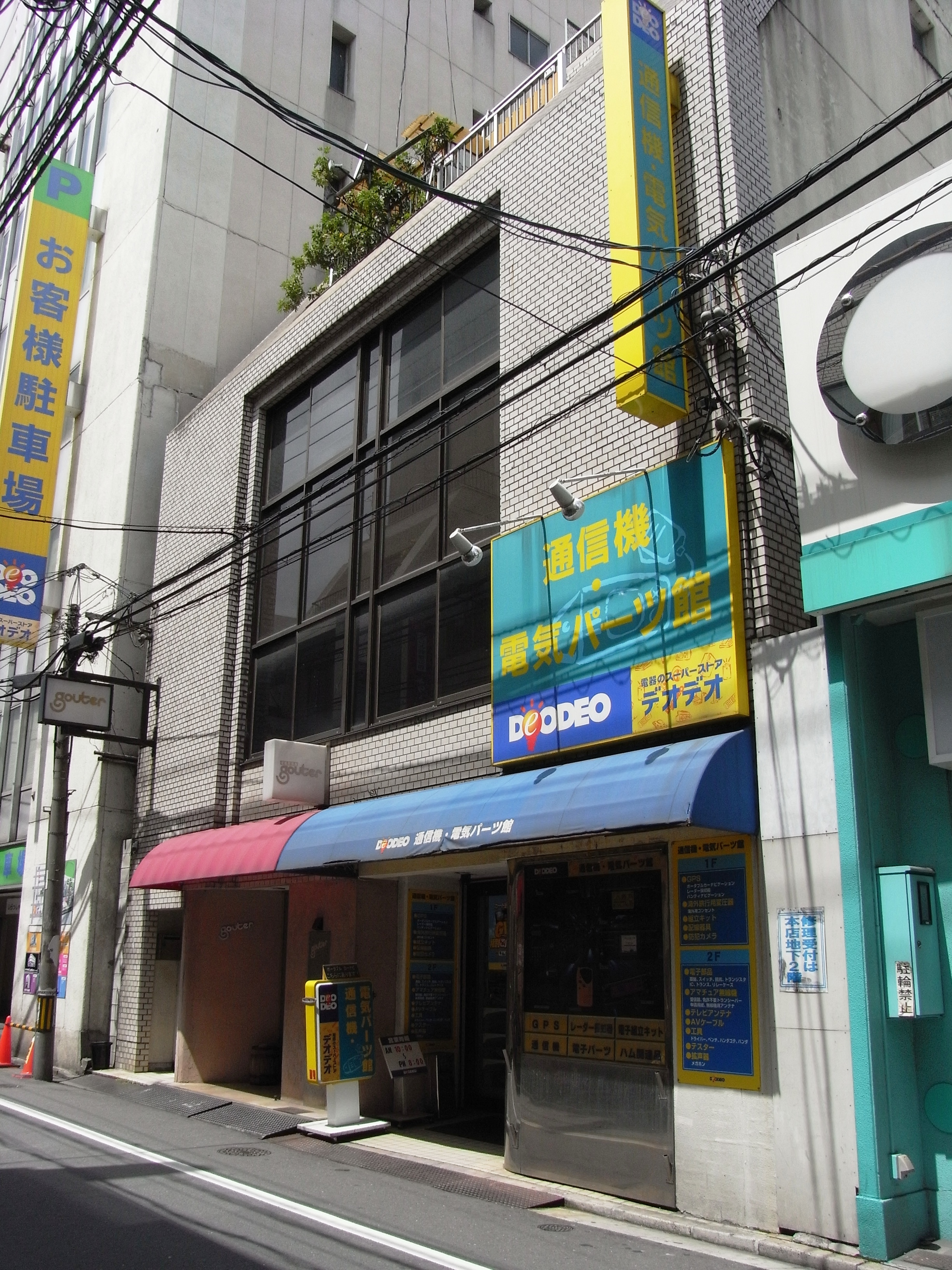
デオデオ本店通信機・電気パーツ館
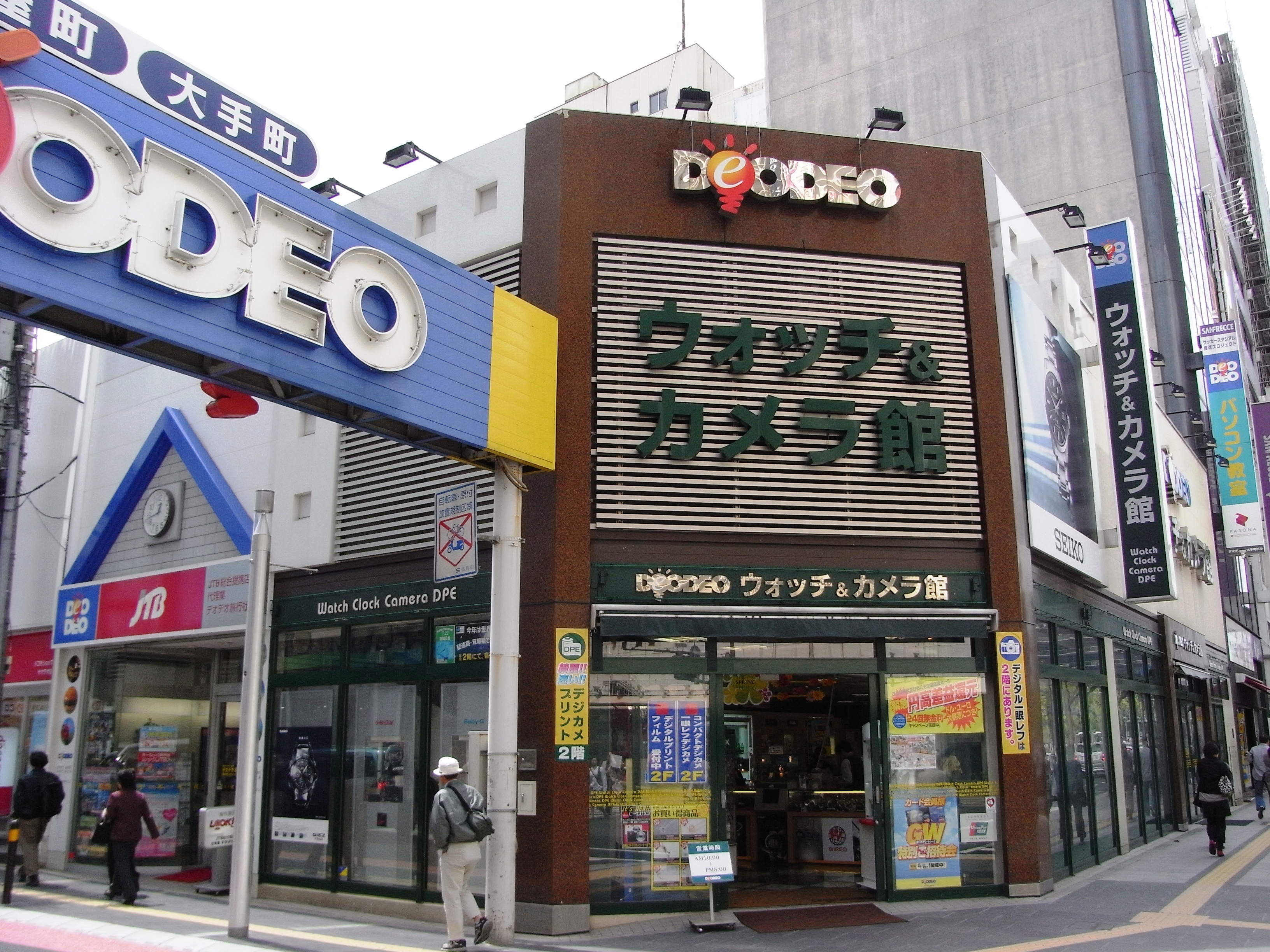
デオデオ本店 ウォッチ&カメラ館 (奥にデオデオ旅行社も見える)
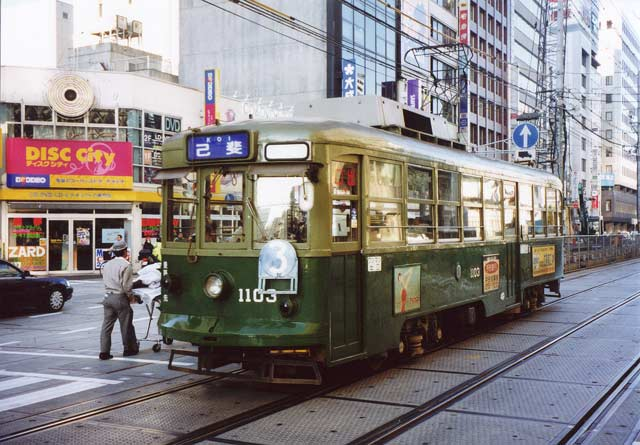
ウォッチ&カメラ館建物にDISC Cityが入居していた時期のもの（1999年）
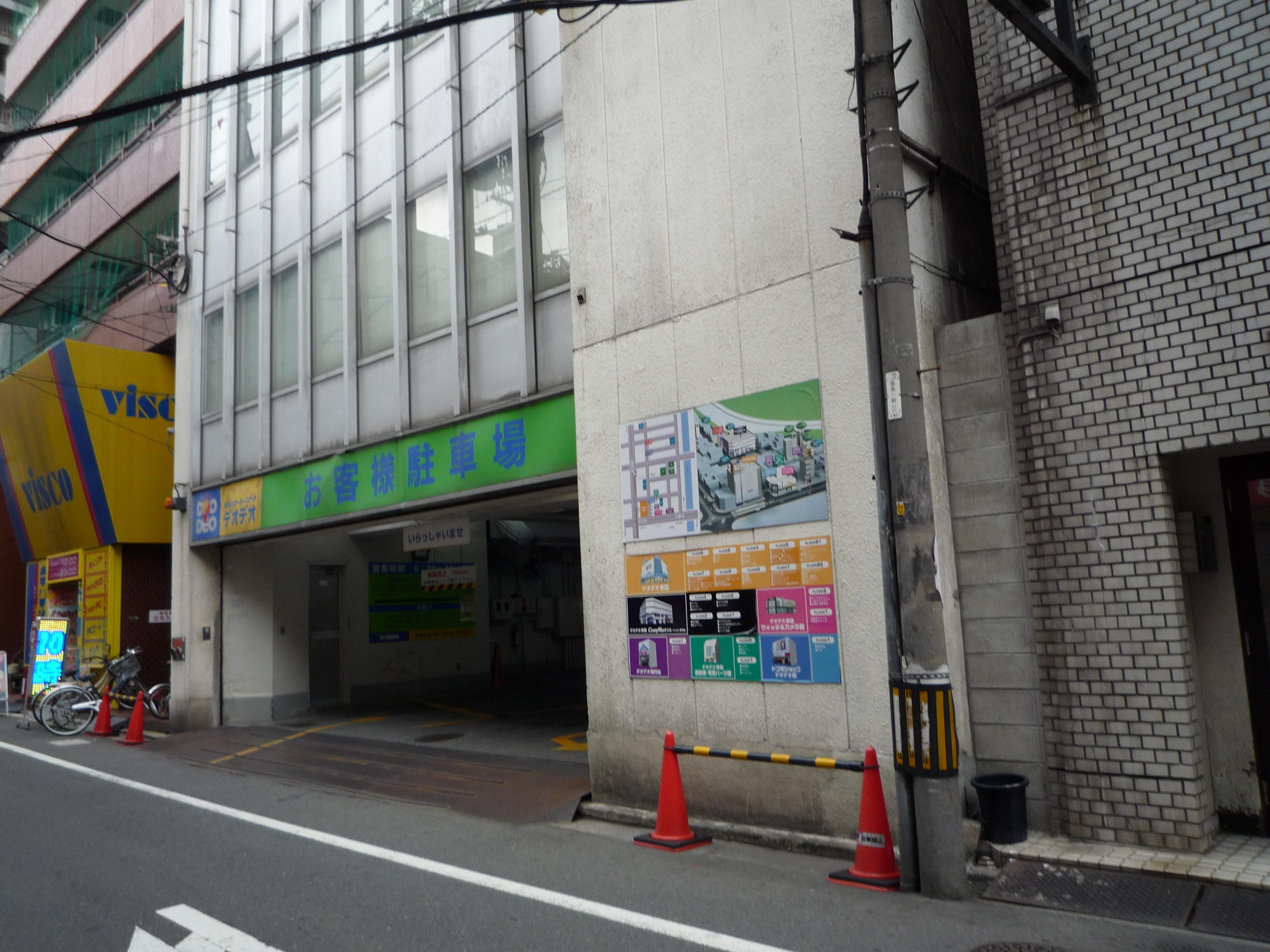
デオデオ大手町立体駐車場
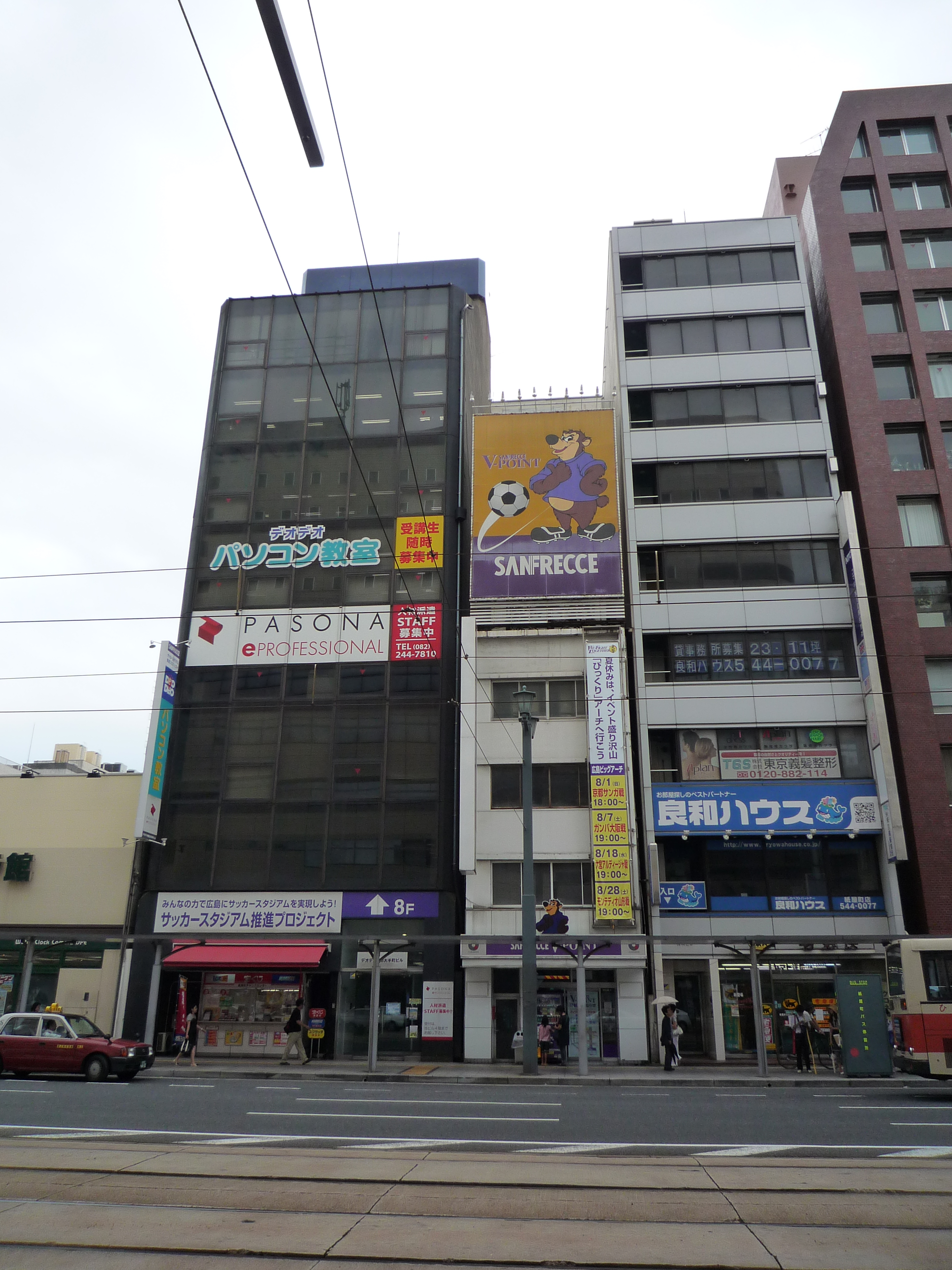
デオデオ第3大手町ビルなど

## EDION CLUB
2009年より地域貢献の一環として行われている。大半の講座が本店周辺で行われている。コースは、デジカメ・ビデオの使い方教室の「撮る撮る」・レコーダーなどの利用方法を学ぶ「観る聴く」・料理教室の「クッキング&グルメ」で構成している。入会費無料で参加費を払う形で行われ、参加資格はエディオンカードなどの入会者に限っている。
開始当初から2012年6月までは「DEODEO CLUB」として運営していたが、同年7月より現名称に変更されている。

## アクセス
- 広島電鉄紙屋町停留場
- アストラムライン本通駅（本館・新館）または県庁前駅（そごう新館9階）
- 広島バスセンター や紙屋町周辺のバス停

### 補足
1. ↑  広島最大の家電店の座は、1990年代にベスト電器広島本店（ひろしまMALL、後のビックカメラベスト広島店、2011年7月よりベスト電器B・B広島本店）を建設するまで維持していた。ベスト電器広島本店も、完成時は日本最大の店舗面積だった[16]

## 参考書籍
- 『ヤマダ電機の品格』（立石泰則・講談社）ISBN 978-4-06-214378-3
- 『中国新聞』（中国新聞社） 各バックナンバー
- 『トップが語る 広島中堅企業20社 上』（広島産学協同懇談会・中国新聞）